# Anne Berg
Anne Berg Larssen född 19 augusti 1959 i Trøndelag, är en norsk tidigare handbollsspelare, som i landslaget var kantspelare. i klubblaget niometersspelare och allroundspelare.. 

## Karriär

### Klubblagsspel
Berg Larssen var aktiv spelare i Sverresborg IF 1975-1988, därefter spelade hon för Selbu IL fram til 1992. I Selbu var hon också tränare. Anne Berg var en central spelare då Sverresborg IF hörde till Norgeeliten i handboll på 1980-talet. Hon var en användbar spelare som i landslaget var nyttig som kantspelare, på klubblaget spelade hon oftast på niometer. Med Sverresborg vann hon både NM-pokalen (cupen) och hon blev seriemästare 1986. Efter att hon 1988 tog över som spelande tränare i Selbu IL, bidrog Anne Berg Larssen  till att Selbu IL på 1990-talet tog steget upp i högsta serien. Adressavisen beskriver henne : "En allround-spelare av de sällsynta. Var lika bra på båda kanterna och efterhand också  på niometer. Bäst utan boll." när de tog ut henne som nr 8 i sin lista över Tröndelags tio bästa spelare genom tiderna. 1984 blev hon utsedd till årets spelare i norsk handboll.

### Landslagsspel
Landslagsdebut 16 augusti 1978 mot USA då Norge vann med 16-9. Sista landskampen mot Tyskland den 8 april 1985 då Norge förlorade med 15-17.Hon spelade 105 landskamper och gjorde 195 mål for Norges landslag från 1978 till 1985. Norska landslaget tillhörde inte världseliten dessa år så hon har inga internationella meriter.